# PROTEUS
PROTEUSはフランスで開発された、小型人工衛星に用いられる共通プラットフォーム（衛星バス）である。
その名称は「Plate-forme Reconfigurable pour l’Observation, les Télécommunications Et les Usages Scientifiques」（観測・通信・科学的な用途のための再構成可能なプラットフォーム）のアクロニムとなっている。

## 概要
PROTEUSはフランス国立宇宙研究センター(CNES)が主導してアエロスパシアル社衛星部門と共同開発した500kg～700kgクラスの低軌道用衛星バスであり、低コストかつ短納期で応用範囲の広い小型衛星プラットフォームの実現を目指して1996年に開発が始められた。この事業のパートナー企業契約はアルカテル・スペース社を経て現在はタレス・アレーニア・スペース社へ引き継がれている。衛星の組み立ては同社の生産拠点であるカンヌ・マンドリュー宇宙センターにおいて行われる。
PROTEUSは2001年に打ち上げられた海洋観測衛星JASON-1に最初に使用され、米仏共同のリモートセンシング衛星やヨーロッパ宇宙機関(ESA)の天文衛星COROTなど、科学研究を目的とする6基の衛星に採用された（2013年現在）。またESAが2008年に打ち上げたガリレオ計画の試験衛星2号機GIOVE-BもPROTEUSバスを元に製作された。
これらの衛星で軌道上の運用実績を積んだPROTEUSバスの技術は、さらに商用衛星の分野にも展開されている。2006年にグローバルスター社とタレス・アレーニア・スペースとの間で調達契約が結ばれた48基の通信衛星には、PROTEUSのサブシステムが使用されている。この通信衛星の最初の6基は2010年に打ち上げられた。またトルコ国防省が2015年の軌道投入を計画している地球観測衛星Göktürk-1のプラットフォームにもPROTEUSの派生型が使用される。

## 仕様
- 衛星全体
寸法：W1000×D1000×H1000(mm)
質量：300kg
ペイロード：300kg
- データ通信系
通信周波数帯域：Sバンド
インタフェース規格：CCSDSプロトコル
テレメトリデータレート：690kbps
データ記録量：2Gバイト
- 推進系
ヒドラジンスラスター(1N) × 4
- 姿勢制御系
三軸姿勢制御方式
- 電源系
ガリウム砒素太陽電池パネル：1100W
ミッション機器給電能力：300W
バッテリー：リチウムイオン二次電池

## 採用実績
| 衛星名称 | 打ち上げ機 | 打ち上げ日時(UTC) | 運用終了日時(UTC) | 備考                     |
| -------- | ---------- | ----------------- | ----------------- | ------------------------ |
| JASON-1  | デルタ II  | 2001/12/7         | 2013/7/2          | 海洋観測衛星             |
| CALIPSO  | デルタ II  | 2006/4/28         | -                 | 地球観測衛星             |
| COROT    | ソユーズ2  | 2006/12/27        | 2012/11/2         | 天文衛星（系外惑星探索） |
| GIOVE-B  | ソユーズFG | 2008/4/26         | -                 | 測位衛星試験機           |
| JASON-2  | デルタ II  | 2008/6/20         | -                 | 海洋観測衛星             |
| SMOS     | ロコット   | 2009/11/2         | -                 | 地球観測衛星             |
| JASON-3  | -          | 2015年予定        | -                 | 海洋観測衛星             |